# Roger Garaudy
Roger Garaudy (Marselha, 17 de julho de 1913 - Paris, 13 de junho de 2012) foi um filósofo francês, guerrilheiro da Resistência Francesa e escritor comunista. Converteu-se ao islã em 1982. Em 1998, foi condenado
por negacionismo do Holocausto pela lei francesa por alegar que a morte de seis milhões de judeus era um "mito".

## Biografia
Protestante na juventude, enquanto que seu pai era ateu e sua avó materna era católica fervososa, Roger Garaudy se declarava "polêmico e herético". Estudou no Liceu Thiers de Marselha. Em 1933, na universidade, adere ao Partido Comunista Francês (PCF). É recebido na Agrégation de filosofia em 1936.
Convocado pelo Exército em 1939, obtém a Cruz de Guerra depois de ter combatido na Batalha em Abbeville. Mas na volta, em Tarn, é preso no dia 14 de setembro de 1941, e deportado pelo governo de Vichy para um campo de internação francês da África do Norte (em Djelfa, atual Argélia), onde fica até fevereiro de 1943. Em seguida, torna-se redator chefe da em Argel. Demite-se depois de alguns meses para virar colaborador de André Marty no semanário comunista Liberté.
Membro do comitê central do PCF em 1945, elege-se deputado comunista de Tarn (1945-1951); em seguda, de Sena (1956-1958), e ainda  senador de Paris (1959-1962). Em fevereiro de 1949, é testemunha citada pelos advogados de defesa do Les Lettres françaises, difamado por Viktor Kravtchenko.
Doutora-se em filosofia com uma tese sobre intitulada « Théorie matérialiste de la connaissance » (Sorbonne, 1953). Dá aulas na universidade de Clermont-Ferrand, onde ganha a hostilidade e o desprezo de Michel Foucault. Isto o leva a solicitar mudança. Em seguida, dá aulas na Universidade de Poitiers. Torna-se diretor dos Cahiers du communisme, revista teórica do PCF, até 1964.
Quando deputado, faz amizade com o Abade Pierre, seu colega deputado pelo Mouvement républicain populaire (MRP) ao da II Guerra.
Morre em 13 de junho de 2012, em Chennevières-sur-Marne, em casa.

## Percurso político e intelectual

### Marxismo e expulsão do PCF
Diretor do Centre d'études et de recherches marxistes, Roger Garaudy foi por muito tempo um dos filósofos oficiais do Partido Comunista até seus ataques às teses da esquerda autogestionária em maio de 68. Nessa época, ele já defende teses negacionistas acerca dos gulags. O historiador Marc Ferro o repreende por ter também apagado a apologia do terrorismo feita por Lênin quando da Revolução de Outubro: a propósito de uma carta de junho de 1918, em que Lênin apela ao "terror em massa", Marc Ferro aponta que "Roger Garaudy se esquecerá dessa passagem na edição das obras completas de Lênin (1958-1976)", cuja tradução em 47 ele havia dirigido, pelas Éditions sociales.
É excluído do PCF em junho de 1970 por suas posições fora da conformidade com a linha do partido. Depois do sufocamento da Primavera de Praga, criticou as formas do comunismo do bloco do Leste. Depois, na Grande guinada do socialismo, evocara uma "nova revolução científica e técnica" que impõe uma "nova análise da luta de classes" (o "bloco histórico novo") e uma democratização do partido. Defendeu também a visão de um comunismo humanista e aberto às espiritualidades, o que o conduziu às oposições com a leitura do marxismo defendida por Louis Althusser.

### Ecologia e candidatura à presidência da República
EM 1978, Roger Garaudy é testemunha no processo de Fañch Le Henaff, um objector de consciência acusado de "recusa da carta do serviço nacional." Declara ao presidente do tribunal : "Remeto-vos a minha medalha militar, que foi outrora símbolo da liberdade, minha cruz de guerra com duas citações, pois se Fanch Hénaff estivesse condenado, ela não teria mais nenhum sentido. Fareis com ela o que quiserdes.".
Depois de sua expulsão do PCF, Roger Garaudy se aproxima dos meios regionalistas e ecologistas. Anuncia até o seu desejo de se apresentar à candidatura da eleição presidencial de 1981, ao publicar em maio de 1979 seu livro Appel aux vivants (Apelo aos viventes). Uma associação do mesmo nome é criada, e essa candidatura é debatida, entre outras, à ocasião da convenção em Lyon do Mouvement d'écologie politique em maio de 1980. Ao fim de uma  eleição primária, opta-se pela candidatura de Brice Lalonde. Roger Garaudy defendia, segundo o historiador  Alexis Vrignone, uma "crítica naturista e conservadora ao progresso".

### Conversão ao islã
Roger Garaudy se converte ao islã em 1982, sem renunciar ao marxismo. Ibn Baz, xeque salafista da Arábia Saudita, o nomeia membro do Conselho Superior Internacional das Mesquitas. Garaudy, também na religião, adota uma visão pessoal de seus pertencimentos ideológicos, declarando em novembro de 1996: "Aterrissei no islã sem me desfazer de minhas crenças pessoais, nem de minhas convicções intelectuais.". Por isso, o xeque disse num fatwa que o filósofo francês era um "hipócrita" e  um "ímpio original".

#### Fundação
Roger Garaudy criou sua própria fundação na Espanha, em Córdoba, na Torre de la Calahorra, a "Fundação Roger-Garaudy". Nela, revelam-se várias personagens que remontam a história do islã na Espanha à época de Al-Andalus. A fundação em 1991 premia o historiador Ismaël Diadié Haïdara (que mais tarde descobriria ser um descendente de judeus sefarditas da Espanha) pela obra A Espanha Muçulmana e a África Subsaariana · .

### Do antissionismo ao negacionismo
Roger Garaudy é autor de uma obra intitulada Les Mythes fondateurs de la politique israélienne, publicada em 1995 pelas edições  La Vieille Taupe, que só a distribuiu para os seus assinantes, e depois foi reeditada em 1996. Esta obra é composta por três capítulos principais: "Os mitos teológicos", "Os mitos do século XX" e "O uso político do mito".
Ele defende a tese negacionista de um complô sionista que, para justificar o expansionismo israelense, teria "inventado o Holocausto". Garaudy nega o genocídio cometido pelos nazistas contra os judeus, e rejeita os trabalhos dos historiadores acumulados depois de decênios. Adota as teses fundamentais do negacionismo: Adolf Hitler não teria dado a ordem de extermínio; a palavra "extermínio" seria uma falsa tradução e designa, na verdade, a expulsão dos judeus; os judeus morreram de tifo e os crematórios serviam para queimar os cadáveres das vítimas dessa doença; não haveria fontes nem testemunhos confiáveis; os crimes dos Aliados seriam piores do que os dos nazistas; as câmaras de gás nunca existiram; os prisioneiros nazistas teriam sido torturados para admitir o genocídio; haveria um complô judaico internacional; as teses negacionistas não seriam cientificamente refutáveis; existiriam impossibilidades materiais de usar o gás Zyklon B para matar as vítimas e fazer os fornos crematórios tal como descrito.
Como suas outras convicções sucessivas, o antissemitismo de Roger Garaudy é radical e o levara, desde 1982, a comparar o sionismo ao nazismo: no seu artigo intitulado "Le Sens du l'agression israélienne, Garaudy alega que Israel é um "Estado racista" cujo modelo, próximo do nazismo hitlerista, não teria outro fim que não a "guerra permanente" e "a supressão do povo palestino". Para Garaudy, o "sionismo é assimilável ao antissemitismo".
O affaire Garaudy é revelado primeiro pelo Le Canard enchaîné, em janeiro de 1996, seguido por alguns jornais nacionais, acarretando várias queixas judiciais. Foi acusado de crime contra a humanidade, difamação racial pública e incitação ao ódio racial por associações de resistentes, de deportados e de organizações de defesa dos Direitos Humanos. O escândalo aumentou em abril de 1996, quando Garaudy e seu advogado Jacques Vergès anunciaram o apoio do Abade Pierre, que foi excluído da Liga Internacional Contra o Racismo e o Antissemitismo (LICRA), e do cineasta René Vautier.
Roger Garaudy foi condenado em 27 de fevereiro de 1998 por contestação de crimes contra a humanidade e difamação racial. O tribunal sublinha que: "longe de se limitar a uma crítica do sionismo [...], Roger Garaudy se entregou a uma contestação virulenta e sistemática dos crimes contra a humanidade cometidos contra a comunidade judaica." Esse veredito foi confirmado na apelação em 16 de dezembro de 1998, tendo sido Garaudy condenado, ainda, por incitação ao ódio racial.

## Obras
- Parole D Homme (Robert Laffont 1975)
- Viagem solitária no meu século (Bertrand, 1990)
- Les Mythes fondateurs de la politique israelienne (La Vieille Taupe,1995)